# Doucheti
Doucheti (en géorgien : დუშეთი) est une ville de la région (mkhare) de Mtskheta-Mtianeti, en Géorgie à 50 km au nord est de la capitale Tbilissi. C'est le centre administratif de la municipalité de Doucheti.

## Ville

### Histoire
Doucheti se trouve sur les deux rives du torrent montagneux Douchetis Khevi, sur les parties basses du Caucase, à près de 900 m d'altitude.  Au recensement de 2002, la population comptait 4 600 habitants (ou environ 7 000 selon une autre source).

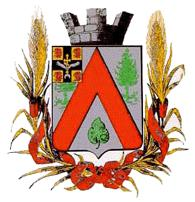
Le blason de Doucheti, adopté en 1875 et sous le gouvernement russe impérial.

Doucheti est cité pour la première fois dans les écrits géorgiens en 1215. Au XVIIe siècle, c'était la résidence des ducs d'Aragvi – dont les rapports peu fiables avec les rois de Géorgie ont été la cause de siège et de dévastation par les troupes royales à plusieurs reprises. Après l'abolition du duché en 1740, Doucheti revient à la couronne, mais perd aussi en importance. En 1801, les Russes l'occupent et lui donnent le statut de ville. L'année suivante, elle devient le centre de l'ouiezd de Doucheti (Dushetsky Uyezd).
La ville et ses environs ont été le théâtre de troubles notables durant la révolution russe de 1905, la révolte de paysans en 1918, et d'un affrontement armé durant le soulèvement d'août 1924 contre l'occupation soviétique. 
À l'époque soviétique, Doucheti est un centre pour l'industrie légère et l'agriculture, mais l'ère post-soviétique est ressentie comme un temps de déclin et de fuite de la population. La plupart des emplois sont dans l'industrie du service (banques, écoles, mécaniciens, commerces) et l'agriculture. La ville est aussi connue pour ses khinkali, une sorte de raviolis.

### Économie

#### Transport
Doucheti est desservie par une route liée à l'autoroute entre Tbilissi et Stepantsminda.
Un service régulier de bus est assuré entre la ville et Tbilissi.

### Culture et loisirs
Outre des curiosités touristiques dans les environs, comme 
- au nord : le château d'Ananouri et le lac de retenue de Jinvali,
- au sud : le Lac Bazaleti, et les églises de Bodrona et Sakramuli,
- au sud-ouest : l'église de Mchadijvari, le château de Kodistkaro, le palais Eristavi, le Jvarpatiosani de Telovani, le complexe de Moukhrani, l'église de Tsikani, la réserve et le musée de Dzalisi,

la ville elle-même abrite des monuments tels 
- l'église Saint-Grégory des IXe et Xe siècles,
- le musée local,
- le palais de la famille Chilashvili datant du XVIIIe siècle.

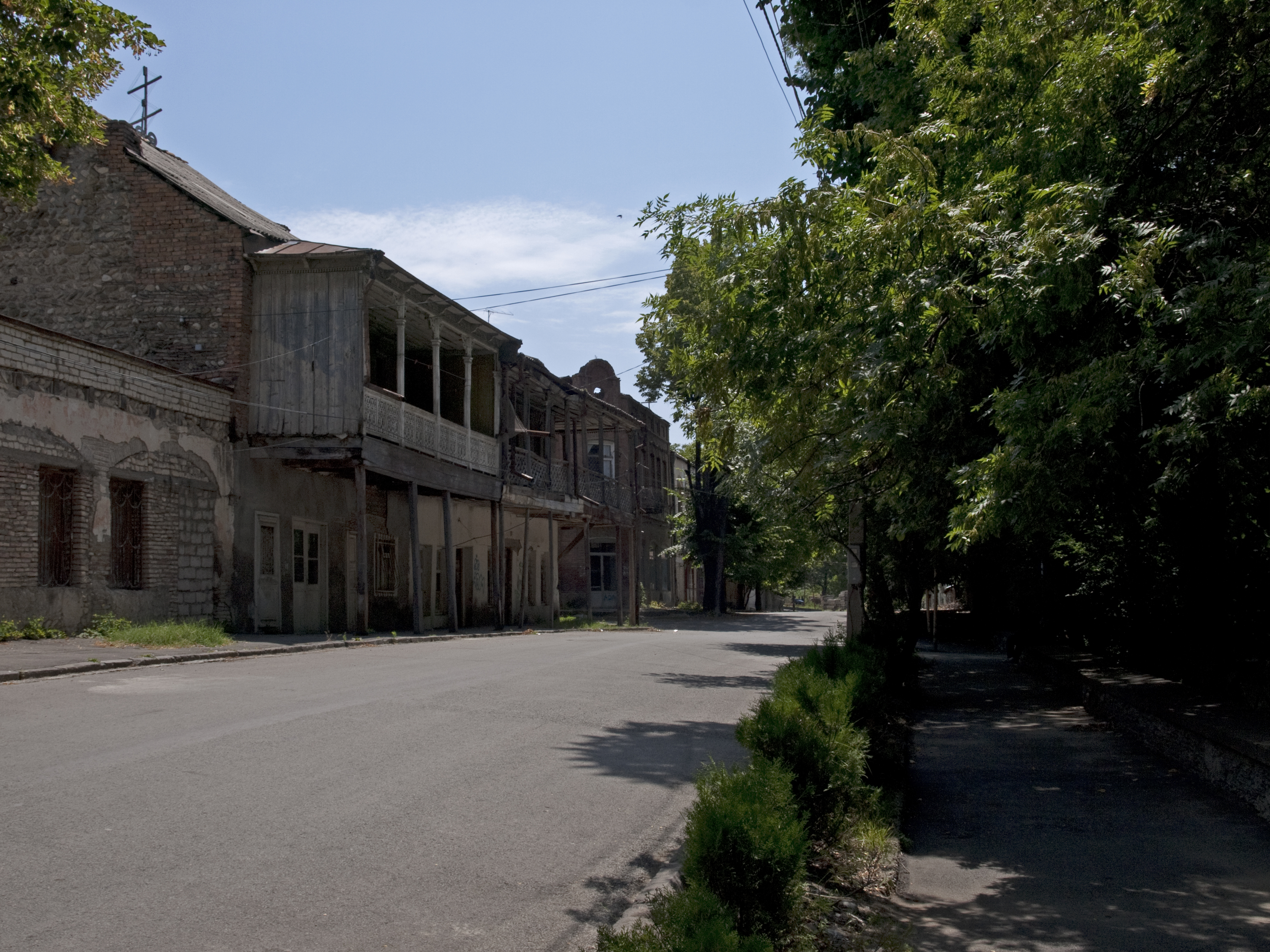
Façades à balcon dans le vieux Doucheti
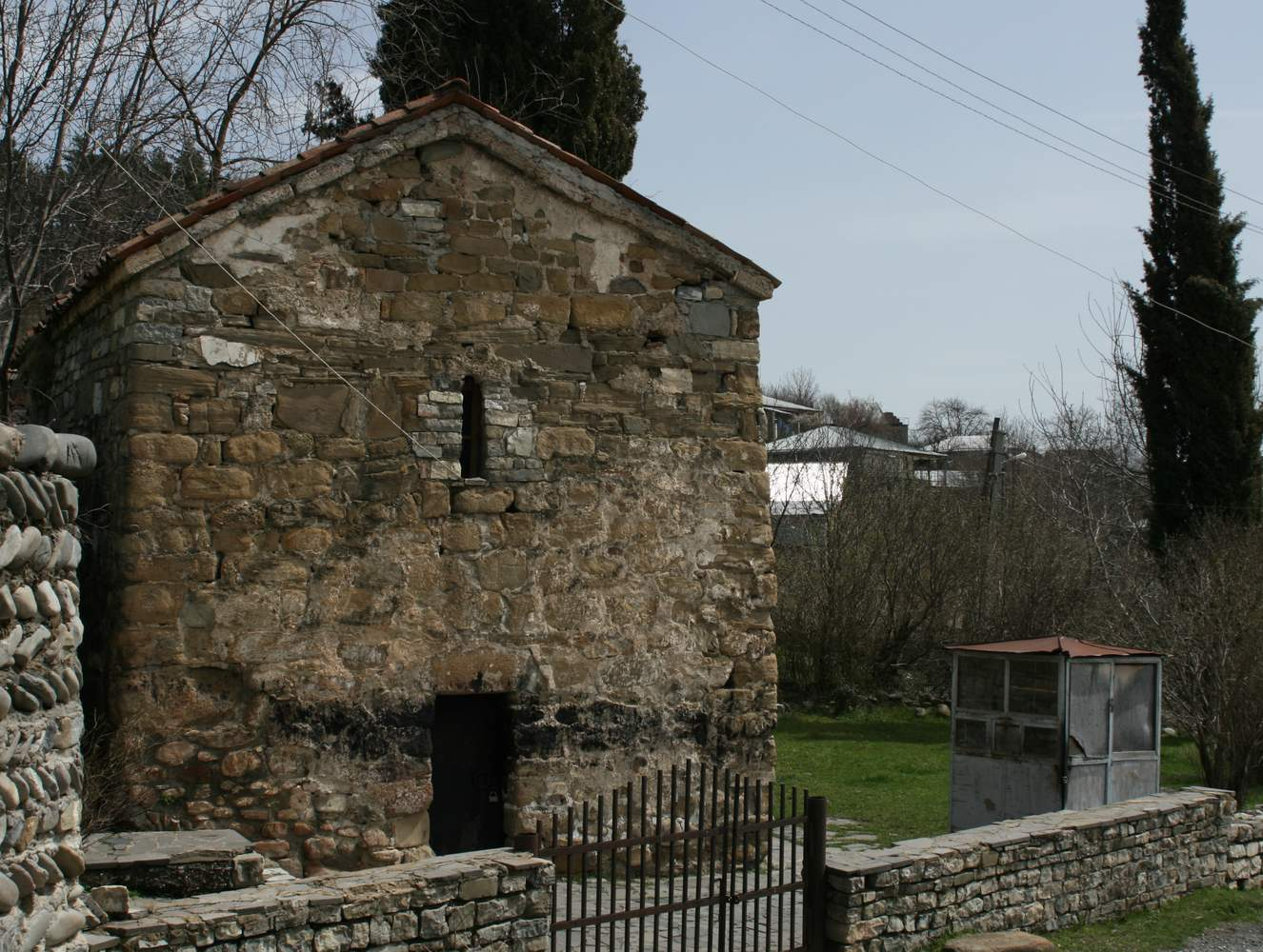
Église Saint-Grégory

## Personnalités
- Chota Khinchagachvili (en) - un ancien footballeur géorgien.
- Alexandre Roinachvili, photographe du XIXe siècle.

## District de Doucheti
La ville est le centre administratif du district de Doucheti qui comprend, outre la ville, un certain nombre de villages liés à l'ancien regroupement de Pkhovi (en) (Pchavie et Khevsourétie). La population est de 33 636 habitants, pour une superficie de 2 982 km².
